# Похлёбка
Похлёбка — лёгкий овощной суп на воде. В состав похлёбки входит какой-либо один основной овощной продукт (лук, картофель, репа, брюква или чечевица) кроме свёклы, квашеной капусты и фасоли. Обязательно добавляют лук и пряности (зелень и чеснок). Время приготовления 20–30 минут. Едят похлёбки свежеприготовленными, закусывают чёрным хлебом.
Похлёбка не является блюдом исключительно русской кухни, примером классической похлёбки может служить французский луковый суп.